# Blepephaeus multinotatus
Blepephaeus multinotatus es una especie de escarabajo longicornio del género Blepephaeus, subfamilia Lamiinae. Fue descrita científicamente por Pic en 1925.
Se distribuye por China y Laos. Mide 13-27 milímetros de longitud. El período de vuelo ocurre en los meses de mayo, junio y julio.